# Llista de rius de la Costera
Llista de rius, rambles i barrancs a la comarca de la Costera, al País Valencià.
| Nom                                  | Tipus   | Conca  | Superfície conca | Longitud | Cabal | Naixement                                                       | Naixement                                              | Desembocadura                   | Desembocadura                                          | Foto |
| Nom                                  | Tipus   | Conca  | Superfície conca | Longitud | Cabal | Lloc                                                            | Coord.                                                 | Lloc                            | Coord.                                                 |      |
| ------------------------------------ | ------- | ------ | ---------------- | -------- | ----- | --------------------------------------------------------------- | ------------------------------------------------------ | ------------------------------- | ------------------------------------------------------ | ---- |
| Albaida                              | riu     | Xúquer |                  | 52,3 km  |       | Port d'Albaida (Atzeneta d'Albaida)                             | 38° 48′ 28″ N, 0° 27′ 47″ O / 38.8078502°N,0.4629521°O | riu Xúquer (Castelló)           | 39° 05′ 30″ N, 0° 31′ 56″ O / 39.0917952°N,0.5323392°O |      |
| Cànyoles                             | riu     | Xúquer | 642 km²          | 40 km    |       | Fuente de Cáñolas (Almansa)                                     |                                                        | riu Albaida (Torre d'en Lloris) | 39° 01′ 34″ N, 0° 29′ 50″ O / 39.0262339°N,0.4971107°O |      |
| el Milà (o el Fossino, de Fontanars) | rambla  | Xúquer |                  |          |       | Fontanars dels Alforins                                         | 38° 47′ 18″ N, 0° 45′ 41″ O / 38.7883764°N,0.7614968°O | riu Cànyoles (Moixent)          | 38° 49′ 40″ N, 0° 51′ 53″ O / 38.827771°N,0.864778°O   |      |
| la Bastida                           | barranc | Xúquer |                  |          |       | Moixent                                                         | 38° 48′ 39″ N, 0° 48′ 07″ O / 38.8109505°N,0.802065°O  | riu Cànyoles (Moixent)          | 38° 52′ 03″ N, 0° 46′ 09″ O / 38.8676139°N,0.7690936°O |      |
| el Moro (o Llopis)                   | barranc | Xúquer |                  |          |       | Serra de la Plana (Vallada)                                     | 38° 56′ 27″ N, 0° 42′ 27″ O / 38.9408323°N,0.707402°O  | riu Cànyoles (Montesa)          | 38° 56′ 02″ N, 0° 38′ 05″ O / 38.9337677°N,0.6347753°O |      |
| els Sants                            | riu     | Xúquer |                  | 6 km     |       | Serra de la Plana (l'Alcúdia de Crespins)                       | 38° 58′ 27″ N, 0° 36′ 27″ O / 38.9741199°N,0.6075255°O | riu Cànyoles (Canals)           | 38° 57′ 26″ N, 0° 35′ 01″ O / 38.9571905°N,0.583691°O  |      |
| la Cova de l'Hedra                   | barranc | Xúquer |                  |          |       | Serra Grossa (Canals)                                           | 38° 55′ 09″ N, 0° 36′ 08″ O / 38.9190924°N,0.6021699°O | riu Cànyoles (Canals)           | 38° 57′ 40″ N, 0° 34′ 26″ O / 38.961069°N,0.5738324°O  |      |
| Barxeta                              | riu     | Xúquer |                  |          |       | serra del Buixcarró (Simat de la Valldigna, Quatretonda i Barx) | 39° 00′ 35″ N, 0° 21′ 29″ O / 39.0098385°N,0.3580358°O | riu Albaida (Torre d'en Lloris) | 39° 02′ 01″ N, 0° 29′ 04″ O / 39.0335129°N,0.4844462°O |      |
| Sellent                              | riu     | Xúquer |                  |          |       | Massís del Caroig (Bolbait)                                     | 39° 02′ 16″ N, 0° 47′ 32″ O / 39.037841°N,0.7921262°O  | riu Xúquer (Càrcer - Cotes)     | 39° 04′ 33″ N, 0° 34′ 50″ O / 39.0759549°N,0.5805776°O |      |
| la Maravella                         | barranc | Xúquer |                  |          |       | Estubeny - Llanera de Ranes                                     | 39° 00′ 17″ N, 0° 37′ 07″ O / 39.0047699°N,0.6186386°O | riu Sellent (Estubeny)          | 39° 01′ 11″ N, 0° 36′ 40″ O / 39.0196737°N,0.6112089°O |      |